# Metaetik
 Der er for få eller ingen kildehenvisninger i denne artikel, hvilket er et problem. Du kan hjælpe ved at angive troværdige kilder til de påstande, som fremføres i artiklen.

Metaetikken er den gren af filosofien der undersøger etikken og moralens væsen. Den søger at besvare spørgsmål som: ”Hvad er moral?”, ”Hvilken sandhedsværdi kan tillægges moralske sætninger?” og ”Hvordan forstås begreber som godt og ondt?”. Metaetikken kan opdeles i to retninger: Moralsk realisme og moralsk antirealisme.

## Moralsk realisme
Moralsk realisme er en påstand om, at der findes objektive moralske sandheder, der kan erkendes af mennesket. En række moralske realister har således forsøgt at redegøre for, hvordan moralske egenskaber skal forstås.

### Subjektivisme
Den britiske filosof John McDowell forklarer moralske kendsgerninger som subjektive i deres karakter. Traditionelt har især tilhængere af den logiske positivisme fastholdt, at der kun findes objektive sandheder. McDowell påpeger, at alle mennesker, der ikke er farveblinde, er i stand til at registrere og forstå farven rød, trods det faktum, at videnskaben forklarer os, at verden er farveløs. På samme måde som farver er subjektive, er moralske egenskaber det også, men objektivitet er imidlertid ingen betingelse for eksistens, idet farver og derfor også moralske egenskaber eksisterer.

### Naturalistisk moralrealisme
Filosoffer fra især Cornell University har slået til lyd for en naturalistisk moralrealisme. De mener således, at der findes moralske kendsgerninger af naturen, og at vi sagtens kan erkende og diskutere dem, selvom vi ikke kan forklare dem fyldestgørende endnu. På samme måde anvendte mennesket ordet vand, før det forstod at vand var synonymt med H2O, og det samme gør sig gældende med anvendelsen af ordet gener, før man forstod at gener var DNA-molekyler.

### Intuitionisme
I nyere tid har den erkendelsesteoretiske position "intuitionisme" i en moderat form oplevet en vis støtte bl.a. fra den amerikanske filosof Robert Audi. Ifølge intuitionisterne har alle mennesker en direkte adgang til viden om moralske sandheder. Alle, der diskuterer etik, forlader sig under alle omstændigheder indledningsvis på en umiddelbar opfattelse af, hvordan verden er. At noget kan retfærdiggøres intuitivt, vises ved, at moralske sætninger kan være selvindlysende. Nogle sætninger accepteres, så snart man forstår sætningerne og deres implikationer, eksempelvis "man bør holde sine løfter".

## Moralsk antirealisme

### Tre retninger
Den moralske irrealisme indeholder tre mulige retninger: subjektivisme (der påstår, at moralske sætninger er subjektive påstande), non-kognitivisme (der påstår, at etiske sætninger ikke er påstande) og fejlteorien (der påstår, at moralske sætninger er falske). Hvis ingen af de tre vælges, er der kun tilbage at moralske sætninger må være objektivt sande, hvilket implicerer moralsk realisme.

### Subjektivisme
Subjektivismen kommer til udtryk i bl.a. moralrelativismen. Ifølge moralrelativismen er der empirisk bevis for, at moral er et udelukkende subjektivt fænomen, idet forskellige kulturer/grupper/tider har forskellige moralsæt, der således er lige "rigtige" i de respektive samfund. Individualistisk subjektivisme påstår, at moral er forskelligt fra person til person. Indvendinger fra moralske realister lyder bl.a. på, at forskellige kulturer og filosoffers forskellige inkompatible moralopfattelser kan forklares ud fra, at forskellige teorier ligger til grund for behandlingen af problemstillingen. Problemstillingen ligner således den, der findes mellem evolutionsteoretikere og kreationister, der begge ud fra en grundlæggende teori behandler indsamlede data, således at det styrker deres eget argument. Dette udelukker imidlertid ikke en absolut sandhed.

### Non-kognitivisme
Non-kognitivisme. Kognitivisme stammer fra det latinske "cogito" (= jeg erkender), og non-kognitivister mener således, at det ikke er muligt at erkende moralske sandheder. For en non-kognitivist har normative sætninger ingen sandhedsværdi. Tanken er fælles med den logiske positivisme fra starten af det 20. årh., der fraskrev ikke-verificerbare sætninger mening.

### Særhedsargumentet
Det er af non-kognitivister bl.a. fremført, at moralske egenskaber ikke er sandsynlige, da deres væren i så fald ville adskille sig fuldstændigt fra den del af universet, vi kender, samtidig med at de skulle påvirke mennesker som andre egenskaber og objekter. Dette er kendt som særhedsargumentet. Moralske realister som McDowell har invendt, at moralske egenskaber kun er "sære", såfremt de forstås som objektive. Hvis man accepterer, at moralske egenskaber er subjektive, er der intet underligt i, at de adskiller sig fra den videnskabeligt observerede del af universet.

### Ligegyldighed
Den amerikanske filosof Gilbert Harman har desuden argumenteret for, at moralske egenskaber er ligegyldige. Han forestiller sig en situation, hvor en mand observerer en flok unge drenge, der overhælder en kat med benzin og sætter ild til den. Manden forarges helt umiddelbart over handlingen og ser den som forkert, fuldstændigt uafhængigt af hvorvidt en moralsk kendsgerning fastslår, at handlingen er korrekt hhv. ukorrekt.

### Universel præskriptivisme
Et grundlæggende problem ved en irrealistisk metaetik har været, at den ikke giver mulighed for en rationel etisk diskussion. Den britiske filosof R.M. Hare foreslår en udlægning af non-kognitivismen, hvorved det lader sig gøre at diskutere etik rationelt. Gennem en undersøgelse af det moralske sprogs logik når han frem til, at moralske sætninger kan være irrationelle hvis de ikke lever op til to krav: præskriptivitet og universaliserbarhed. Det moralske sprog er iflg. Hare ikke deskriptivt (beskrivende) men præskriptivt (foreskrivende). 
Således kan man ikke sige: "Man bør melde sig ind i hæren", hvis man ikke selv agter at gå ind i hæren (såfremt intet forhindrer en i det), uden at modsige sig selv. Desuden indebærer det moralske sprog et krav om universaliserbarhed. Det, der i moralske sætninger fordres af en person i en given situation, fordres af alle personer i en sådan situation. Dette gælder desuden samtlige hypotetiske situationer, således at det ikke lader sig gøre som mand at sige "Kvinder bør ikke have stemmeret", medmindre man selv, i en hypotetisk situation hvori man var kvinde, ville acceptere ikke at have stemmeret. I så fald modsiger man nemlig sig selv.

### Fejlteorien
Den amerikansk-engelske filosof John L. Mackie ser det etiske system som en ren menneskelig konstruktion. Mackie mener ud fra et kognitivistisk synspunkt, at moralske sætninger godt nok er deskriptive, men at det, de beskriver ikke eksisterer. Således bliver moralske sætninger ifølge ham ikke meningsløse,  men derimod falske.